# Ronde van Italië 2012/Tweede etappe
De tweede etappe van de Ronde van Italië 2012 werd verreden op 6 mei rond de Deense stad Herning over een afstand van 206 km.

## Verloop van de etappe
De etappe begon met een ontsnapping van Olivier Kaisen, Alfredo Balloni en Miguel Ángel Rubiano. Het drietal nam een maximumvoorsprong van 13 minuten, maar op 40 kilometer van de finish sloot de rest aan. Later zette ook Lars Bak een aanval op (met een maximumvoorsprong van 45 seconden), maar op 17 km van de finish werd hij opgeslokt door het peloton. De wedstrijd werd beslist door een massaspurt, die werd ontsierd door een valpartij in de laatste bocht. Mark Cavendish won de wedstrijd.

## Rituitslag
| Herning - Herning 206 km |                 |                              |          |
| Plaats                   | Naam            | Ploeg                        | Tijd     |
| Winnaar                  | Mark Cavendish  | Sky ProCycling               | 4u53'12" |
| 2                        | Matthew Goss    | Orica-GreenEdge              | z.t.     |
| 3                        | Geoffrey Soupe  | FDJ-BigMat                   | z.t.     |
| 4                        | Tyler Farrar    | Team Garmin-Barracuda        | z.t.     |
| 5                        | Roberto Ferrari | Androni Giocattoli-Venezuela | z.t.     |
| 6                        | Mark Renshaw    | Rabobank                     | z.t.     |
| 7                        | Thor Hushovd    | BMC Racing Team              | z.t.     |
| 8                        | Daniele Bennati | RadioShack-Nissan-Trek       | z.t.     |
| 9                        | William Bonnet  | FDJ-BigMat                   | z.t.     |
| 10                       | Geraint Thomas  | Sky ProCycling               | z.t.     |
|                          |                 |                              |          |
| 20                       | Nikolas Maes    | Omega Pharma-Quick Step      | z.t.     |
| 87                       | Martijn Keizer  | Vacansoleil-DCM              | z.t.     |

## Klassementen
| Algemeen klassement |                      |                         |          |
| Plaats              | Naam                 | Ploeg                   | Tijd     |
| Roze trui           | Taylor Phinney       | BMC Racing Team         | 5u03'38" |
| 2                   | Geraint Thomas       | Sky ProCycling          | +9"      |
| 3                   | Alex Rasmussen       | Team Garmin-Barracuda   | +13"     |
| 4                   | Manuele Boaro        | Team Saxo Bank          | +15"     |
| 5                   | Gustav Larsson       | Vacansoleil-DCM         | +22"     |
| 6                   | Ramunas Navardauskas | Team Garmin-Barracuda   | z.t.     |
| 7                   | Brett Lancaster      | Orica-GreenEdge         | +23"     |
| 8                   | Marco Pinotti        | Team Garmin-Barracuda   | +24"     |
| 9                   | Jesse Sergent        | RadioShack-Nissan-Trek  | +26"     |
| 10                  | Nélson Oliveira      | RadioShack-Nissan-Trek  | +27"     |
| 11                  | Tomas Vaitkus        | Orica-GreenEdge         | z.t.     |
| 12                  | Mark Cavendish       | Sky ProCycling          | z.t.     |
| 13                  | Stef Clement         | Rabobank                | +28"     |
| 14                  | Robert Hunter        | Team Garmin-Barracuda   | z.t.     |
| 15                  | Jack Bauer           | Team Garmin-Barracuda   | z.t.     |
| 16                  | Maciej Bodnar        | Liquigas-Cannondale     | +29"     |
| 17                  | Enrico Gasparotto    | Astana Pro Team         | z.t.     |
| 18                  | Ryder Hesjedal       | Team Garmin-Barracuda   | z.t.     |
| 19                  | Michał Kwiatkowski   | Omega Pharma-Quick Step | z.t.     |
| 20                  | Dario Cataldo        | Omega Pharma-Quick Step | +31"     |
|                     |                      |                         |          |
| 23                  | Thomas De Gendt      | Vacansoleil-DCM         | +32"     |

| Puntenklassement |                |                 |        |
| Plaats           | Naam           | Ploeg           | Punten |
| Rode trui        | Mark Cavendish | Sky ProCycling  | 28     |
| 2                | Geraint Thomas | Sky ProCycling  | 26     |
| 3                | Taylor Phinney | BMC Racing Team | 25     |
|                  |                |                 |        |
| 22               | Olivier Kaisen | Lotto-Belisol   | 6      |
| 25               | Stef Clement   | Rabobank        | 4      |

| Bergklassement |                      |                              |        |
| Plaats         | Naam                 | Ploeg                        | Punten |
| Blauwe trui    | Alfredo Balloni      | Farnese Vini–Selle Italia    | 3      |
| 2              | Miguel Ángel Rubiano | Androni Giocattoli-Venezuela | 2      |
| 3              | Olivier Kaisen       | Lotto-Belisol                | 1      |

| Jongerenklassement |                      |                         |          |
| Plaats             | Naam                 | Ploeg                   | Tijd     |
| Witte trui         | Taylor Phinney       | BMC Racing Team         | 5u03'38" |
| 2                  | Manuele Boaro        | Team Saxo Bank          | +15"     |
| 3                  | Ramunas Navardauskas | Team Garmin-Barracuda   | +22"     |
|                    |                      |                         |          |
| 8                  | Julien Vermote       | Omega Pharma-Quick Step | +33"     |
| 12                 | Martijn Keizer       | Vacansoleil-DCM         | +39"     |

| Ploegenklassement |                       |           |
| Plaats            | Ploeg                 | Tijd      |
|                   | Team Garmin-Barracuda | 15u11'57" |
| 2                 | BMC Racing Team       | z.t.      |
| 3                 | Orica-GreenEdge       | +20"      |

1e etappe ·
2e etappe ·
3e etappe ·
4e etappe ·
5e etappe ·
6e etappe ·
7e etappe ·
8e etappe ·
9e etappe ·
10e etappe ·
11e etappe ·
12e etappe ·
13e etappe ·
14e etappe ·
15e etappe ·
16e etappe ·
17e etappe ·
18e etappe ·
19e etappe ·
20e etappe ·
21e etappe
Startlijst · Eindstanden · Afbeeldingen